# 7844 Хорікава
7844 Хорікава (7844 Horikawa) — астероїд головного поясу, відкритий 21 грудня 1995 року.
Тіссеранів параметр щодо Юпітера — 3,373.